# Vitrollula fertilis
Vitrollula fertilis är en svampdjursart som beskrevs av Isao Ijima 1898. Vitrollula fertilis ingår i släktet Vitrollula och familjen Rossellidae.
Artens utbredningsområde är havet kring Japan. Inga underarter finns listade i Catalogue of Life.